# Турбета у Црној Гори
У Црној Гори је за вријеме вишевјековног османлијског управљања Балканом, подигнуто преко двадесет турбета, за која се зна. Она се међусобно разликују, па се тешко могу сврстати у неку одређену групу. Највише их је подигнуто истакнутим добротворима-вакифима, а најслженији комплекс има турбе у Старом Бару. Највише турбета је подигнуто у Улцињу (једанаест) од којих су очувана само четири. У Пљевљима је било, колико се зна, пет, а очувана су два. У Бару, Подгорици и Бијелом Пољу су постојала по два турбета, а сачувано је по једно. У Рожајама, Петњици и Гусињу, налази се по једно турбе.

## Списак турбета у Црној Гори
Ово је списак турбета у Црној Гори:
- Хајдар-пашино турбе (Радулићи, код Бијелог Поља)
- Турбе Хаџи-паше Османагића (у Подгорици)
- Дервиш Хасаново турбе (у Бару)

Шехидска турбета:
- Шејх Мехмедово турбе (у Рожајама)
- Хусревбегово турбе (у Подгорици)
- Мурат Дедино турбе (у Улцињу)
- Фани турбе (код мале плаже, у Улцињу)